# Seleção Sul-Coreana de Voleibol Masculino
A seleção sul-coreana de voleibol masculino é uma equipe asiática composta pelos melhores jogadores de voleibol da Coreia do Sul. A equipe é mantida pela Associação Coreana de Voleibol (em coreano:  대한민국배구협회). Encontra-se na 32ª posição do ranking mundial da FIVB segundo dados de 16 de julho de 2022.

## Resultados obtidos nos principais campeonatos

### Jogos Olímpicos
| Ano  | Sede        | Classificação |
| ---- | ----------- | ------------- |
| 1964 | Tóquio      | 10º           |
| 1972 | Munique     | 7º            |
| 1976 | Montréal    | 6º            |
| 1984 | Los Angeles | 5º            |
| 1988 | Seul        | 11º           |
| 1992 | Barcelona   | 9º            |
| 1996 | Atlanta     | 9º            |
| 2000 | Sydney      | 9º            |

### Campeonato Mundial
| Ano  | Sede      | Classificação |
| ---- | --------- | ------------- |
| 1956 | França    | 18º           |
| 1974 | México    | 13º           |
| 1978 | Itália    | 4º            |
| 1982 | Argentina | 8º            |
| 1990 | Brasil    | 14º           |
| 1994 | Grécia    | 8º            |
| 1998 | Japão     | 13º           |
| 2006 | Japão     | 17º           |
| 2014 | Polónia   | 17º           |

### Copa do Mundo
| Ano  | Sede  | Classificação |
| ---- | ----- | ------------- |
| 1977 | Japão | 7º            |
| 1985 | Japão | 7º            |
| 1989 | Japão | 7º            |
| 1991 | Japão | 5º            |
| 1995 | Japão | 8º            |
| 1999 | Japão | 7º            |
| 2003 | Japão | 6º            |
| 2007 | Japão | 11º           |

### Copa dos Campeões
| Ano  | Sede  | Classificação |
| ---- | ----- | ------------- |
| 1993 | Japão | 6º            |
| 2001 | Japão | 4º            |

### Liga das Nações
| Ano  | Sede  | Classificação |
| ---- | ----- | ------------- |
| 2018 | Lille | 16º           |

### Liga Mundial
| Ano  | Sede           | Classificação |
| ---- | -------------- | ------------- |
| 1991 | Milão          | 9º            |
| 1992 | Gênova         | 8º            |
| 1993 | São Paulo      | 10º           |
| 1994 | Milão          | 9º            |
| 1995 | Rio de Janeiro | 6º            |
| 1997 | Moscou         | 11º           |
| 1998 | Milão          | 11º           |
| 2006 | Moscou         | 10º           |
| 2007 | Katowice       | 9º            |
| 2008 | Rio de Janeiro | 13º           |
| 2009 | Belgrado       | 14º           |
| 2010 | Córdoba        | 16º           |
| 2011 | Gdańsk–Sopot   | 13º           |
| 2012 | Sófia          | 14º           |
| 2013 | Mar del Plata  | 15º           |
| 2014 | Florença       | 19º           |
| 2015 | Rio de Janeiro | 18º           |
| 2016 | Cracóvia       | 23º           |
| 2017 | Curitiba       | 18º           |

### Challenger Cup
| Ano  | Sede | Classificação |
| ---- | ---- | ------------- |
| 2022 | Seul | 3º            |

### Campeonato Asiático
| Ano  | Sede              | Classificação |
| ---- | ----------------- | ------------- |
| 1975 | Melbourne         | 2º            |
| 1979 | Manama            | 2º            |
| 1983 | Tóquio            | 3º            |
| 1987 | Kuwait            | 3º            |
| 1989 | Seul              | 1º            |
| 1991 | Perth             | 2º            |
| 1993 | Nakhon Ratchasima | 1º            |
| 1995 | Seul              | 3º            |
| 1997 | Doha              | 5º            |
| 1999 | Teerã             | 3º            |
| 2001 | Changwon          | 1º            |
| 2003 | Tianjin           | 1º            |
| 2005 | Suphanburi        | 3º            |
| 2007 | Jacarta           | 3º            |
| 2009 | Manila            | 3º            |
| 2011 | Teerã             | 3º            |
| 2013 | Dubai             | 2º            |
| 2015 | Teerã             | 7º            |
| 2017 | Gresik            | 3º            |
| 2019 | Teerã             | 4º            |
| 2021 | Chiba–Funabashi   | 8º            |
| 2023 | Úrmia             | 5º            |

### Copa Asiática
| Ano  | Sede              | Classificação |
| ---- | ----------------- | ------------- |
| 2008 | Nakhon Ratchasima | 2º            |
| 2010 | Urmia             | 6º            |
| 2012 | Vinh Yen          | 5º            |
| 2014 | Almaty            | 1º            |
| 2016 | Nakhon Pathom     | 8º            |
| 2018 | Taipei            | 8º            |
| 2022 | Nakhon Pathom     | 4º            |

### Jogos Asiáticos
| Ano  | Sede             | Classificação |
| ---- | ---------------- | ------------- |
| 1962 | Jakarta          | 5º            |
| 1966 | Banguecoque      | 2º            |
| 1970 | Banguecoque      | 2º            |
| 1974 | Teerã            | 2º            |
| 1978 | Banguecoque      | 1º            |
| 1982 | Nova Deli        | 3º            |
| 1986 | Seoul            | 2º            |
| 1990 | Pequim           | 2º            |
| 1994 | Hiroshima        | 3º            |
| 1998 | Banguecoque      | 2º            |
| 2002 | Busan            | 1º            |
| 2006 | Doha             | 1º            |
| 2010 | Cantão           | 3º            |
| 2014 | Incheon          | 3º            |
| 2018 | Jacarta–Palimbão | 2º            |
| 2022 | Cantão           |               |

## Elenco atual
Lista de jogadores de acordo com a última convocação para a Challenger Cup de 2022:

Técnico:  Do-Heon Lim
| Camisa | Nome            | Posição    | Altura (m) | Clube atual                        |
| ------ | --------------- | ---------- | ---------- | ---------------------------------- |
| 1      | Dong-Hyeok Im   | oposto     | 2,00       | Incheon Korean Air Jumbos          |
| 2      | Sun-Soo Han     | levantador | 1,89       | Incheon Korean Air Jumbos          |
| 3      | Kyung-Min Hwang | ponteiro   | 1,94       | Daejeon Samsung Fire Bluefangs     |
| 4      | Min-Su Jeong    | líbero     | 1,78       | Uijeongbu KB Insurance Stars       |
| 5      | Kyung-Min Park  | líbero     | 1,70       | Cheonan Hyundai Capital Skywalkers |
| 6      | Taek-Eui Hwang  | levantador | 1,89       | Uijeongbu KB Insurance Stars       |
| 7      | Jin-Woo Park    | central    | 1,98       | Uijeongbu KB Insurance Stars       |
| 8      | Kyu-Min Kim     | central    | 1,99       | Incheon Korean Air Jumbos          |
| 9      | Seung-Suk Kwak  | ponteiro   | 1,90       | Incheon Korean Air Jumbos          |
| 10     | Gyeong-Bok Na   | ponteiro   | 1,98       | Seoul Woori Card WooriWON          |
| 11     | Min-Ho Choi     | central    | 1,98       | Cheonan Hyundai Capital Skywalkers |
| 12     | Kwang-In Jeon   | ponteiro   | 1,94       | Cheonan Hyundai Capital Skywalkers |
| 13     | Sang-Uk Lee     | líbero     | 1,83       | Daejeon Samsung Fire Bluefangs     |
| 14     | Sung-Jin Lim    | ponteiro   | 1,95       | Suwon KEPCO Vixtorm                |
| 15     | Seung-Bin Hwang | levantador | 1,83       | Seoul Woori Card WooriWON          |
| 16     | Ha Seungwoo     | levantador | —          | Seoul Woori Card WooriWON          |
| 17     | Chan-Woong Park | central    | 1,96       | Suwon KEPCO Vixtorm                |
| 18     | Heo Su-bong     | oposto     | 1,97       | Cheonan Hyundai Capital Skywalkers |
| 19     | Jae-Hwi Kim     | central    | 2,01       | Seoul Woori Card WooriWON          |
| 20     | Jae-Sung Jo     | oposto     | 1,93       | Ansan OK Financial Group Okman     |
| 22     | Yung-Suk Shin   | central    | 1,98       | Suwon KEPCO Vixtorm                |